# Liga de las Américas
La Liga de las Américas fue un torneo de baloncesto organizado por FIBA Américas en el que se enfrentaban los mejores clubes del continente americano. Surgió en 2007, como una forma de darle una continuidad al extinto Campeonato Panamericano de Clubes, a partir de la necesidad de un torneo que nuclee a los mejores equipos del continente, de manera similar a la Euroliga. El ganador del torneo es el representante americano para la disputa intercontinental frente a su par europeo. En su primera edición contó con 16 equipos de Sudamérica, Centroamérica y Norteamérica.
En 2019 el torneo fue reemplazado por la Liga de Campeones de baloncesto de las Américas.

## Historia

### Inicios
En su primera edición en 2007-08 participaron 16 equipos de 8 países: Argentina, Brasil, Chile, Estados Unidos (única participación), México, Puerto Rico, República Dominicana y Uruguay. Para la siguiente edición en 2008-09 al igual que en la edición anterior participaron 16 equipos de 8 países diferentes, con la diferencia de que no participaron clubes de Estados Unidos y participó por primera y única ocasión un equipo de Costa Rica, en ambos torneos la sede final fue Mexicali y Xalapa en México respectivamente.

### Cambio de sede final
En la edición de 2009-10 no participaron equipos de Costa Rica y Chile e ingresó por primera vez un equipo de Venezuela finalizando subcampeón, participando así 7 países diferentes con 16 equipos y la sede final cambió a Mar del Plata, Argentina. En la edición siguiente regresó un equipo de Chile y participó por primera vez un equipo de Ecuador, aumentando así la participación a un total de 9 países con 16 equipos volviendo la sede final a México en Xalapa.

### Reducción de países y equipos participantes
En la quinta edición de 2012 se ausentaron los equipos de Uruguay y Ecuador, volviendo a pasar a 7 países con 16 equipos en total, la sede final fue por segunda vez en Argentina ubicándose en la Ciudad de Formosa, por primera vez el título es ganado por un equipo norteamericano, Pioneros de Quintana Roo de México, debido a que solo la habían ganado equipos sudamericanos.
El número de países participantes se redujo a 6 en 2013 debido a la ausencia de los representantes de República Dominicana y Chile, por otra parte Ecuador volvió a participar con el Club Deportivo Mavort, reduciéndose así el número de equipos de 16 a 12, además la sede final pasó a Puerto Rico en la ciudad de Arecibo. A partir de esta edición el campeón empezó a participar en la Copa Intercontinental FIBA.

### Aumento de países participantes
En la edición 2014 volvió a aumentarse a 9 países participantes en el torneo y el número de equipos volvió a pasar a 16, con el regreso de Chile y Uruguay, este último ausente desde el 2012. Participó por primera vez un equipo de Colombia representado por Bambuqueros de Neiva, por primera vez la sede final fue Brasil en Río de Janeiro. En la edición siguiente de 2015, se mantuvo el número de 9 países participantes y 16 equipos con la inclusión por primera vez de un representante de Nicaragua y la ausencia del representante de Ecuador, además de repetirse la sede final por primera vez de manera consecutiva en Río de Janeiro, Brasil.

### Actualidad
En la edición realizada en 2016 aumentó de manera significativa el número de países participantes, pasando de 9 a 11 con 16 equipos. Por primera vez se ausenta la representación de México y participan por primera ocasión equipos de Cuba y Panamá, así como el regreso de República Dominicana, quien participó por última vez en 2012, además por primera vez la sede final es Venezuela, siendo campeón también por primera vez un equipo de este país, título celebrado en Barquisimeto. 
En la edición de 2017 se presentó por primera vez la ausencia de Brasil por sanción de FIBA Américas regresando además las representaciones de México, no hubo participantes de Nicaragua quienes habían clasificado a través del Campeonato de Clubes Campeones de Centroamérica en las dos ediciones anteriores, también se ausentaron las representaciones de Cuba y República Dominicana, se mantuvieron las participaciones de Argentina, Chile, Colombia, Panamá, Puerto Rico, Uruguay y Venezuela, pasando así a un total de 8 países participantes.

## Formato actual
El torneo está dividido en tres etapas, la etapa preliminar, donde participan 16 equipos, las semifinales, donde participan ocho equipos clasificados mediante la anterior etapa, y el cuadrangular final, donde participan cuatro equipos clasificados de la anterior etapa. Se disputa entre 16 equipos, divididos en 4 grupos. Cada equipo juega un partido contra cada uno de sus 3 rivales en el grupo. Los primeros dos de cada uno de esos grupos acceden a la segunda fase, en donde se realizan dos cuadrangulares. Los dos mejores de ambos cuadrangulares pasan al "Final Four". En la ronda final ("Final Four"), los cuatro equipos clasificados se emparejan de manera tal que el primero de cada grupo se enfrente al segundo del otro. Los ganadores avanzan a la final por el título mientras que los perdedores definen el tercer puesto.

## Campeones
A continuación se muestran los podios de todas las ediciones que ha tenido este torneo, incluyendo al Jugador Más Valioso de cada uno de ellos.
| Año     | Sede                     | Campeón                            | Resultado final | Subcampeón                          | Tercero                          | Resultado | Cuarto                                    |
| ------- | ------------------------ | ---------------------------------- | --------------- | ----------------------------------- | -------------------------------- | --------- | ----------------------------------------- |
| 2007-08 | Mexicali · México        | Peñarol de Mar del Plata Argentina | Liga            | Soles de Mexicali · México          | Miami Tropics Estados Unidos     | Liga      | Minas Tenis Clube · Brasil                |
| 2008-09 | Xalapa · México          | Brasília · Brasil                  | Liga            | Halcones UV Xalapa · México         | Biguá · Uruguay                  | Liga      | Minas Tenis Clube · Brasil                |
| 2009-10 | Mar del Plata Argentina  | Peñarol de Mar del Plata Argentina | Liga            | Espartanos de Margarita · Venezuela | Halcones UV Xalapa · México      | Liga      | Quimsa Argentina                          |
| 2010-11 | Xalapa · México          | Regatas Corrientes Argentina       | Liga            | Capitanes de Arecibo Puerto Rico    | Halcones UV Xalapa · México      | Liga      | Halcones Rojos Veracruz · México          |
| 2012    | Formosa Argentina        | Pioneros de Quintana Roo · México  | Liga            | La Unión de Formosa Argentina       | Obras Sanitarias Argentina       | Liga      | Brasília · Brasil                         |
| 2013    | Arecibo Puerto Rico      | Pinheiros · Brasil                 | Liga            | Lanús Argentina                     | Capitanes de Arecibo Puerto Rico | Liga      | Brasília · Brasil                         |
| 2014    | Río de Janeiro · Brasil  | Flamengo · Brasil                  | 85–78           | Pinheiros · Brasil                  | Aguada · Uruguay                 | 113–108   | Halcones Xalapa · México                  |
| 2015    | Río de Janeiro · Brasil  | Bauru · Brasil                     | 86–72           | Pioneros de Quintana Roo · México   | Flamengo · Brasil                | 97–81     | Peñarol de Mar del Plata Argentina        |
| 2016    | Barquisimeto · Venezuela | Guaros de Lara · Venezuela         | 84–79           | Bauru · Brasil                      | Mogi das Cruzes · Brasil         | 73–71     | Flamengo · Brasil                         |
| 2017    | Barquisimeto · Venezuela | Guaros de Lara · Venezuela         | 88–65           | Weber Bahía Argentina               | Leones de Ponce Puerto Rico      | 90–68     | Fuerza Regia de Monterrey · México        |
| 2018    | Buenos Aires Argentina   | San Lorenzo Argentina              | 79–71           | Mogi das Cruzes · Brasil            | Regatas Corrientes Argentina     | 60–59     | Estudiantes Concordia Argentina           |
| 2019    | Buenos Aires Argentina   | San Lorenzo Argentina              | 64–61           | Guaros de Lara · Venezuela          | CA Paulistano · Brasil           | 100–78    | Capitanes de la Ciudad de México · México |

### Títulos por equipo
| Equipo                   | Campeón | Subcampeón | Años Campeón | Años Subcampeón |
| ------------------------ | ------- | ---------- | ------------ | --------------- |
| Guaros de Lara           | 2       | 1          | 2016, 2017   | 2019            |
| Peñarol de Mar del Plata | 2       | 0          | 2008, 2010   | -               |
| San Lorenzo              | 2       | 0          | 2018, 2019   | -               |
| Pioneros de Quintana Roo | 1       | 1          | 2012         | 2015            |
| Pinheiros                | 1       | 1          | 2013         | 2014            |
| Bauru                    | 1       | 1          | 2015         | 2016            |
| Brasília                 | 1       | 0          | 2009         | -               |
| Regatas Corrientes       | 1       | 0          | 2011         | -               |
| Flamengo                 | 1       | 0          | 2014         | -               |
| Soles de Mexicali        | 0       | 1          | -            | 2008            |
| Halcones UV Xalapa       | 0       | 1          | -            | 2009            |
| Espartanos de Margarita  | 0       | 1          | -            | 2010            |
| Capitanes de Arecibo     | 0       | 1          | -            | 2011            |
| La Unión de Formosa      | 0       | 1          | -            | 2012            |
| Lanús                    | 0       | 1          | -            | 2013            |
| Weber Bahía              | 0       | 1          | -            | 2017            |
| Mogi das Cruzes          | 0       | 1          | -            | 2018            |

### Títulos por país
| País        | Títulos | Subtítulos | Años Campeón                 | Años Subcampeón  |
| ----------- | ------- | ---------- | ---------------------------- | ---------------- |
| Argentina   | 5       | 3          | 2008, 2010, 2011, 2018, 2019 | 2012, 2013, 2017 |
| Brasil      | 4       | 3          | 2009, 2013, 2014, 2015       | 2014, 2016, 2018 |
| Venezuela   | 2       | 2          | 2016, 2017                   | 2010, 2019       |
| México      | 1       | 3          | 2012                         | 2008, 2009, 2015 |
| Puerto Rico | 0       | 1          | -                            | 2011             |

### PremiosMVP
| Edición | Jugador             | Equipo                   |
| ------- | ------------------- | ------------------------ |
| 2007-08 | Quincy Wadley       | Peñarol de Mar del Plata |
| 2008-09 | Alex Garcia         | Brasília                 |
| 2009-10 | Kyle Lamonte        | Peñarol de Mar del Plata |
| 2010-11 | Federico Kammerichs | Regatas Corrientes       |
| 2012    | Chris Hernández     | Pioneros de Quintana Roo |
| 2013    | Shamell Stallworth  | Pinheiros                |
| 2014    | Marcelinho Machado  | Flamengo                 |
| 2015    | Alex Garcia         | Bauru                    |
| 2016    | Damien Wilkins      | Guaros de Lara           |
| 2017    | Zachary Graham      | Guaros de Lara           |
| 2018    | Gabriel Deck        | San Lorenzo              |
| 2019    | Dar Tucker          | San Lorenzo              |

## Estadísticas
A continuación se muestran el resumen de estadísticas y récords durante la historia del torneo hasta la edición de 2016.

### Partidos
- Equipo con más partidos jugados: Capitanes de Arecibo  con 51.
- Equipo con más partidos ganados: Brasília con 29.
- Equipo con más partidos perdidos: Capitanes de Arecibo con 23.

### Puntos
- Más puntos anotados en un partido: 224 puntos (Soles de Mexicali 108-116 Miami Tropics) (8 de febrero de 2008).
- Menos puntos anotados en un partido: 112 puntos (Bauru Basketball 38-74 Obras Sanitarias) (30 de marzo de 2012).
- Equipo con más puntos anotados en un partido: 123 puntos (Flamengo vs. Capitanes de Arecibo) (14 de febrero de 2014).
- Equipo con menos puntos anotados en un partido: 38 puntos (Bauru Basketball vs. Obras Sanitarias) (30 de marzo de 2012).
- Mayor diferencia de puntos en un partido: 65 puntos (San Lorenzo 116-51 Español de Talca) (27 de enero de 2018).

### Rebotes
- Más rebotes ganados en un partido: 58, (PBL All Star vs. Metros de Santiago) (4 de diciembre de 2007) y (Obras Sanitarias vs. Bucaneros de La Guaira) (31 de marzo de 2012).
- Más rebotes defensivos ganados en un partido: 45, (La Unión de Formosa vs. Franca) (25 de febrero de 2012).
- Menos rebotes defensivos ganados en un partido: 9, (Halcones Xalapa vs. Pinheiros) (21 de marzo de 2014).
- Más rebotes ofensivos ganados en un partido: 24, (Obras Sanitarias vs. Bucaneros de La Guaira) (28 de febrero de 2012) y (Correcaminos de Colón vs. Flamengo) (31 de enero de 2016).

### Asistencias
- Más asistencias en un partido: 34
- Halcones Xalapa vs. Liceo de Costa Rica) (20 de enero de 2008)
- Flamengo vs. Estrellas Occidentales (10 de febrero de 2013).

### Balones y Bloqueos
- Más perdidas de balón en un partido: 30, (Soles de Mexicali vs. Halcones Xalapa) (21 de enero de 2015).
- Más robos de balón en un partido: 16
- PBL All Stars vs. Cangrejeros de Santurce (6 de julio de 2007)
- Halcones Rojos Veracruz vs. Capitanes de Arecibo (16 de diciembre de 2009)
- Leones de Ponce vs. Lanús (31 de enero de 2014).
- Más bloqueos en un partido: 10, (PBL All Stars vs. Metros de Santiago) (4 de diciembre de 2007).

### Dobles
- Más dobles anotados en un partido: 37, Flamengo (15 de enero de 2009).
- Menos dobles anotados en un partido: 7, Peñarol Mar del Plata (17 de diciembre de 2008).
- Más dobles intentados en un partido: 74, (Miami Tropics vs. Halcones Xalapa) (1 de marzo de 2007).
- Menos dobles intentados en un partido: 20, (Bauru Basketball vs. Mogi das Cruzes) (20 de febrero de 2016).

### Triples
- Más triples anotados en un partido: 18, (Bauru Basketball vs. Toros del Norte) (23 de enero de 2016).
- Más triples intentados en un partido: 45, (Joinville Basquete vs. Obras Sanitarias) (13 de enero de 2010).
- Menos triples intentados en un partido: 7,  (Cangrejeros de Santurce vs. Miami Tropics) (24 de enero de 2008).

### Faltas personales
- Más faltas personales en un partido: 36
- Brasília vs. Flamengo (14 de enero de 2009)
- Brasília vs. Pioneros de Quintana Roo (28 de abril de 2012).
- Menos faltas personales en un partido: 7
- Cangrejeros de Santurce vs. Metros de Santiago (7 de diciembre de 2007)
- Leones de Quilpué vs. Bauru Basketball (16 de marzo de 2012).

## Clasificación histórica
La clasificación histórica de la Liga de las Américas es un resumen estadístico desde la primera temporada del torneo. A continuación se muestran los 28 primeros equipos.
| Pos.                                            | Equipo                         | Temporadas | PG | PP | PJ | Puntos |
| ----------------------------------------------- | ------------------------------ | ---------- | -- | -- | -- | ------ |
| 1.                                              | Capitanes de Arecibo           | 12         | 29 | 28 | 57 | 86     |
| 2.                                              | Brasília                       | 9          | 29 | 19 | 48 | 77     |
| 3.                                              | Flamengo                       | 8          | 28 | 17 | 45 | 73     |
| 4.                                              | Regatas Corrientes             | 6          | 22 | 13 | 35 | 57     |
| 5.                                              | Halcones Xalapa (desaparecido) | 5          | 21 | 14 | 35 | 56     |
| 6.                                              | Peñarol Mar del Plata          | 5          | 22 | 10 | 32 | 54     |
| 7.                                              | Guaros de Lara                 | 5          | 21 | 10 | 31 | 52     |
| 8.                                              | Bauru Basketball               | 4          | 20 | 8  | 28 | 48     |
| 9.                                              | San Lorenzo                    | 3          | 19 | 3  | 22 | 41     |
| 10.                                             | Pinheiros                      | 3          | 16 | 9  | 25 | 41     |
| 11.                                             | Soles de Mexicali              | 6          | 14 | 13 | 27 | 41     |
| 12.                                             | Pioneros de Quintana Roo       | 4          | 14 | 12 | 26 | 40     |
| 13.                                             | Quimsa                         | 5          | 13 | 11 | 24 | 37     |
| 14.                                             | Fuerza Regia de Monterrey      | 6          | 12 | 12 | 24 | 36     |
| 15.                                             | Cocodrilos de Caracas          | 5          | 11 | 13 | 24 | 35     |
| 16.                                             | Mogi das Cruzes                | 3          | 11 | 8  | 19 | 30     |
| 17.                                             | Halcones Rojos Veracruz        | 3          | 11 | 7  | 18 | 29     |
| 18.                                             | Leones de Ponce                | 6          | 8  | 12 | 20 | 28     |
| 19.                                             | La Unión de Formosa            | 3          | 9  | 6  | 15 | 24     |
| 20.                                             | Minas Tenis                    | 3          | 6  | 11 | 17 | 23     |
| 21.                                             | Lanús                          | 3          | 7  | 8  | 15 | 22     |
| 22.                                             | Obras Sanitarias               | 2          | 9  | 3  | 12 | 21     |
| 23.                                             | CA Paulistano                  | 2          | 8  | 3  | 11 | 19     |
| 24.                                             | Uberlândia                     | 2          | 6  | 6  | 12 | 18     |
| 25.                                             | São José                       | 2          | 5  | 7  | 12 | 17     |
| 26.                                             | Leones de Quilpué              | 5          | 1  | 14 | 15 | 16     |
| 27.                                             | Mavort                         | 4          | 1  | 14 | 15 | 16     |
| 28.                                             | Malvín                         | 3          | 4  | 7  | 11 | 15     |
| Última actualización: Liga de las Américas 2019 |                                |            |    |    |    |        |

|  | Participó en la Liga de las Américas 2019. |
|  | Equipo desaparecido.                       |